# حمله تقویت سامانه نام دامنه
حمله تقویت ساناد (به انگلیسی: DNS Amplification Attack)، یکی از انواع حمله محروم‌سازی از سرویس است که در آن با سو استفاده از سامانه نام دامنه و هدایت جریان بسیار بزرگی از داده به سمت ارتباط اینترنتی قربانی انجام می‌شود. هدف از این حمله پرکردن ارتباط اینترنت قربانی و از دسترس خارج کردن آن است که معمولاً جهت تحمیل آسیب اقتصادی انجام می‌شود.

## روش حمله
حمله تقویت ساناد از این حقیقت استفاده می‌کند که پاسخ به درخواست های کوچک DNS می‌تواند بسیار بزرگ باشد. به عنوان مثال پاسخ به درخواست ۶۰بایتی، در شرایط خاصی، می‌تواند بیش از ۳۰۰۰بایت باشد، چیزی حدود ۵۰ برابر. به عنوان مثال اگر حمله کننده جریان داده‌ای ۱۰۰مگابیت بر ثانیه مستمری را از طریق سرویس دهنده های نام باز مختلف موجود در اینترنت ارسال کند، جریان داده‌ای ۵گیگابیت بر ثانیه به سمت قربانی با ضریب تقویت ۵۰ ایجاد خواهد شد که می تواند منجر به از دسترس خارج شدن آن شود.